# Agostino Steffani
Agostino Steffani (Castelfranco Veneto, 25 luglio 1654 – Francoforte sul Meno, 12 febbraio 1728) è stato un vescovo cattolico e compositore italiano.

## Biografia

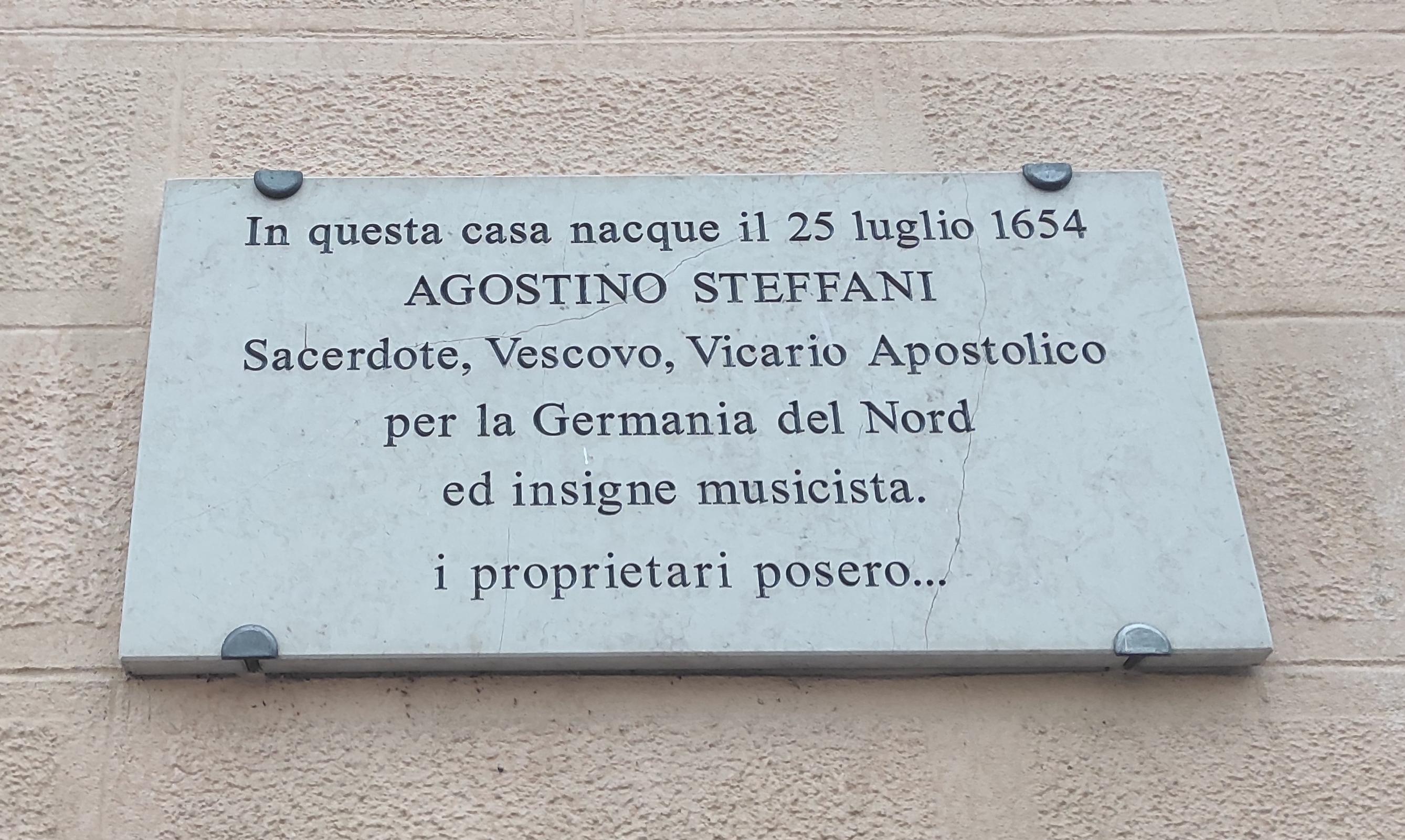
Lapide posta presso la casa natale di Steffani a Castelfranco Veneto

Nacque nel 1654 a Castelfranco Veneto, nella Repubblica di Venezia. Formatosi con Francesco Cavalli, divenne cantante del coro di San Marco a Venezia. Ferdinando Maria di Baviera e la sua consorte Enrichetta Adelaide di Savoia che l'ascoltavano a Padova, ne provarono tanto piacere che chiesero al capo coro di poterlo portare alla loro corte Wittelsbach a Monaco di Baviera, promettendo di provvedere ai suoi bisogni e di assicurargli un avvenire.
A Monaco fu affidato al maestro di musica Johann Kaspar Kerll. Nel 1672 fu portato a Roma alle cure di Ercole Bernabei. Sotto un tale maestro, i progressi del ragazzo furono rapidi. Steffani era entrato in seminario dopo avervi fatto i suoi studi, ricevette la tonsura e prese il titolo di abate, che conservò sempre.
Divenuto un distinto compositore, scrisse dapprima per la chiesa, in particolare più messe per la cappella dell'elettore di Baviera a Monaco di cui divenne organista di Corte dal 1675. Non aveva che diciannove anni quando pubblicò una raccolta di salmi a otto voci nei quali si nota già una certa arte di scrivere. Questa raccolta fu seguita da sonate per quattro strumenti e duetti a due voci con basso continuo, opera di più grande merito e che vengono spesso messi in parallelo con quelli di Clari, che li prese a modello.
Tutte queste opere, composte per la corte di Monaco, furono più tardi ricompensate dalla nomina ad abate di Lipsia.

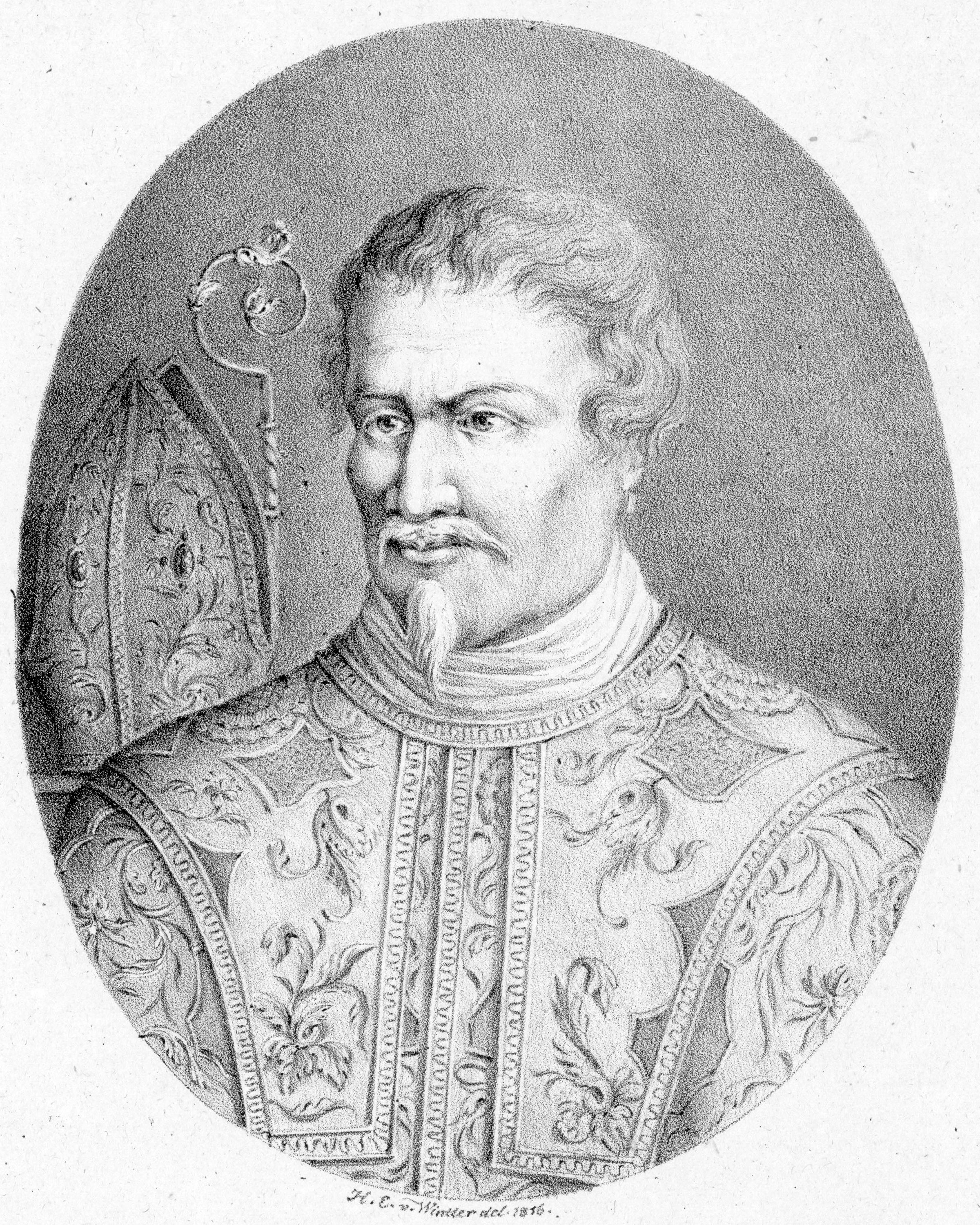
Agostino Steffani

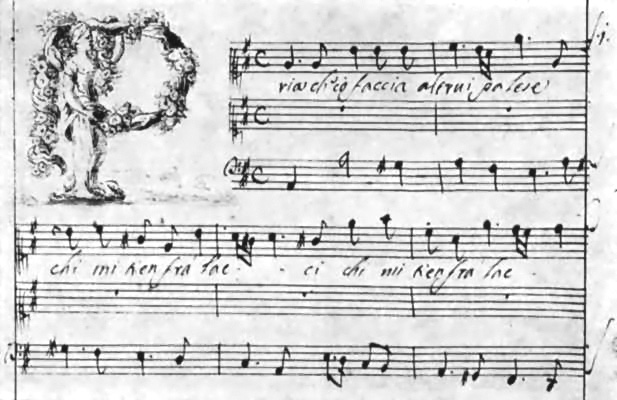
Spartito autografo del duetto da camera Pria ch'io faccia di Agostino Steffani.

Nel 1681 Steffani scrisse la sua prima opera intitolata Marco Aurelio, il successo gli fece ottenere il posto di direttore della musica da camera dell'elettore. Quattro anni dopo, fu incaricato della composizione del Servio Tullio opera seria in tre atti per il matrimonio dell'elettore Massimiliano-Emanuele con l'arciduchessa Maria Antonietta d'Austria. La bellezza di quest'opera aumentò il suo prestigio e gli fece pervenire molte proposte da parecchi principi di Germania che desideravano averlo come maestro di cappella. Steffani accettò quella dell'elettore di Brunswick, Ernesto Augusto di Brunswick-Lüneburg, padre di Giorgio I, re di Inghilterra.
Poco tempo dopo la rappresentazione del Servio Tullio, diede a Brunswick, nello stesso anno, Il Solone, opera seria in tre atti, seguita da Alarico il Baltha, cioè l'Audace, re de' Gothi nel 1687, Henrico detto il Leone nel 1689, Alcide nel 1692, Alexandre l'orgueilleux nel 1695, Roland nel 1696, Alcibiade nel 1697, Atalanta nel 1698 e Il trionfo del fato nel 1699. Le ultime cinque opere furono anche tradotte in tedesco e rappresentate ad Amburgo.
Il duca di Brunswick aveva affidato la direzione del suo teatro a Steffani, ma i dispiaceri causatigli dalle polemiche e dalle pretese dei cantanti, furono il motivo che lo indusse a dare le dimissioni da quest'incarico. Non conservò che quella di compositore, ma non mise più il suo nome sotto le ultime composizioni, perché il duca lo mandava spesso in missione diplomatica. Le sue opere portarono quindi spesso il nome di Gregorio Pira, il suo copista.
Dal 1709 si dedicò alla carriera diplomatica ed ecclesiastica, e nel 1710 lasciò il suo posto di maestro di cappella, designando Händel come suo successore. Infatti era stato nominato a reggere il vicariato apostolico dell'Alta e Bassa Sassonia (istituito appositamente per lui quale primo vicario nell'aprile 1709) che aveva sede presso la chiesa di San Clemente (Hannover), prima chiesa cattolica costruita nella città dai tempi della Riforma, grazie appunto ai suoi rapporti con la Corte. Del resto vi erano anche motivi di opportunità (politica) da parte di Giorgio I che era allora erede al trono britannico, e non sarebbe stato positivo per la sua immagine pubblica in Gran Bretagna avere un vescovo cattolico nella sua Corte dopo il clima anticattolico seguito alla rivoluzione del 1688 (a cui doveva la possibilità di salire al trono).
Dopo una lunga assenza dalla sua patria Steffani vi tornò, nel 1720, passando tutto l'inverno di quell'anno a Roma, ospitato spesso dal cardinale Ottoboni che amava far eseguire le sue opere.

Eletto membro onorario dell'Academy of Vocal Music di Londra nel 1724, fu invitato a inviare alcune opere e per tale occasione Steffani compose un madrigale, seguito dall'istruzione Segue Madrigale e introdotto dal duetto da camera La canzona che volete, probabilmente ascrivibile a Steffani.
Nel 1727, ritornò in Italia dove incontrò Händel per l'ultima volta, componendo un Dixit Dominus /Stabat mater, opera della maturità e del suo tormentato fervore religioso. Poco tempo dopo fece ritorno ad Hannover e, obbligato a recarsi a Francoforte, si ammalò e morì nel giro di qualche giorno a settantatré anni, nel 1728.
A lui è dedicato il Conservatorio Statale di musica della sua città di origine, Castelfranco Veneto.

## Opere
Non si conoscono a tutt'oggi le opere di Steffani nella loro interezza, sia per la rarità dei manoscritti, sia perché molte pur essendo di sua mano, portano un nome diverso, si sa che scrisse diversi oratori ma i titoli ci sono ignoti.
- Marco Aurelio, libretto di Ventura Terzago première a Monaco 1681
- Solone, libretto di Ventura Terzago première a Monaco 1681
- Audacia e Rispetto, première a Monaco 1685
- Olimpia vendicata, Teatro Cuvilliés 1685
- Servio Tullio, Libretto di Ventura Terzago première a Monaco 1686
- Erote e Anterote, Libretto di Ventura Terzago première a Monaco 1686
- Ascanio, Libretto di Ventura Terzago première a Monaco 1686
- Alarico il Baltha, cioè l'Audace, Re de' Gothi, Libretto di Luigi Orlandi. Dramma per musica in 3 atti première il 18 gennaio 1687 a Monaco di Baviera
- Niobe Regina di Tebe, Dramma per musica in 3 atti di Luigi Orlandi première a Monaco di Baviera 1688
- Tassilone, Tragedia per Musica 1709, hrsg. von Gerhard Croll in der Reihe Denkmäler Rheinischer Musik
- Henrico Leone, Dramma in 3 atti, première il 30 gennaio 1689 a Hannover
- La libertà contenta, dramma per musica in 3 atti, 1693 a Hannover
- Le rivali concordi, dramma per musica in 3 atti, 1693 a Hannover
- I trionfi del fato o Le glorie d'Enea, dramma per musica in 3 atti, 1699 Oper am Gänsemarkt di Amburgo
- Stabat Mater per 6 cantanti e 7 instrumentalisti
- Spezza amor, l'arco e li stral, Cantate per soprano, oboe, fagotto e basso continuo

## Genealogia episcopale e successione apostolica
La genealogia episcopale è:
- Cardinale Guillaume d'Estouteville, O.S.B.Clun.
- Papa Sisto IV
- Papa Giulio II
- Cardinale Raffaele Riario
- Papa Leone X
- Papa Clemente VII
- Cardinale Antonio Sanseverino, O.S.Io.Hieros.
- Cardinale Giovanni Michele Saraceni
- Papa Pio V
- Cardinale Innico d'Avalos d'Aragona, O.S.Iacobi
- Cardinale Scipione Gonzaga
- Patriarca Fabio Biondi
- Papa Urbano VIII
- Cardinale Cosimo de Torres
- Cardinale Francesco Maria Brancaccio
- Vescovo Miguel Juan Balaguer Camarasa, O.S.Io.Hieros.
- Papa Alessandro VII
- Arcivescovo Massimiliano Enrico di Baviera
- Vescovo Johann Heinrich von Anethan
- Arcivescovo Anselm Franz von Ingelheim
- Vescovo Matthias Starck
- Arcivescovo Lothar Franz von Schönborn
- Vescovo Agostino Steffani

La successione apostolica è:
- Vescovo Wilhelm Hermann Ignaz Ferdinand von Wolf-Metternich zu Gracht (1721)